# Микрокаузалност
Микрокаузалност је принцип у физици који тврди да су две обсервабле независне ако су раздвојене интервалом просторног типа: . Ако су два догађаја раздвојена интервалом просторног типа, догађаји се могу пребацити у референтни систем у ком се они дешавају у исто време на два различита места, те како сигнал не може путовати брзином већом од брзине светлости, мерење у једној тачки не може да утиче на мерење у другој и онда су то две независне опсервабле.
Принцип микрокаузалности је одређен условом да је комутатор двеју опсервабли у различитим тачкама једнак нули:
{\displaystyle [O(x),O(y)]=0.}
Непостојање сигнала који се креће брзином већом од брзине светлости је тестирано на макроскопским скалама. Сматра се да микрокаузалност у природи није нарушена ни на атомском нивоу, ни даље, на нивоу важења физике елементарних честица и не постоје наговештаји на супротно. Због тога при формирању релативистичких теорија, захтева се да у њима важи принцип микрокаузалности. Такве су релативистичка квантна механика и квантна теорија поља. С друге стране, принцип микрокаузалности не важи у нерелативистичким теоријама, тако да је очекивано да он није задовољен у обичној квантној механици.

## Приказ на светлосном конусу
Принцип микрокаузалности важи када се сви догађаји одигравају унтар светлосног конуса. Може се десити да пропагација честице цури ван светлосног конуса, али је онда потребно да пропагација античестице анихилира ту пропагацију честице. Управо због недефинисања античестице у квантној механици, ту микрокаузалност није задовољена, јер постоје случајеви када пропагација честице цури ван светлосног конуса. Цурење пропагације и анихилирање истог се дешава у релативистичким квантним теоријама.